# 列索戈爾斯科耶湖
61°3′6″N 29°0′51″E / 61.05167°N 29.01417°E

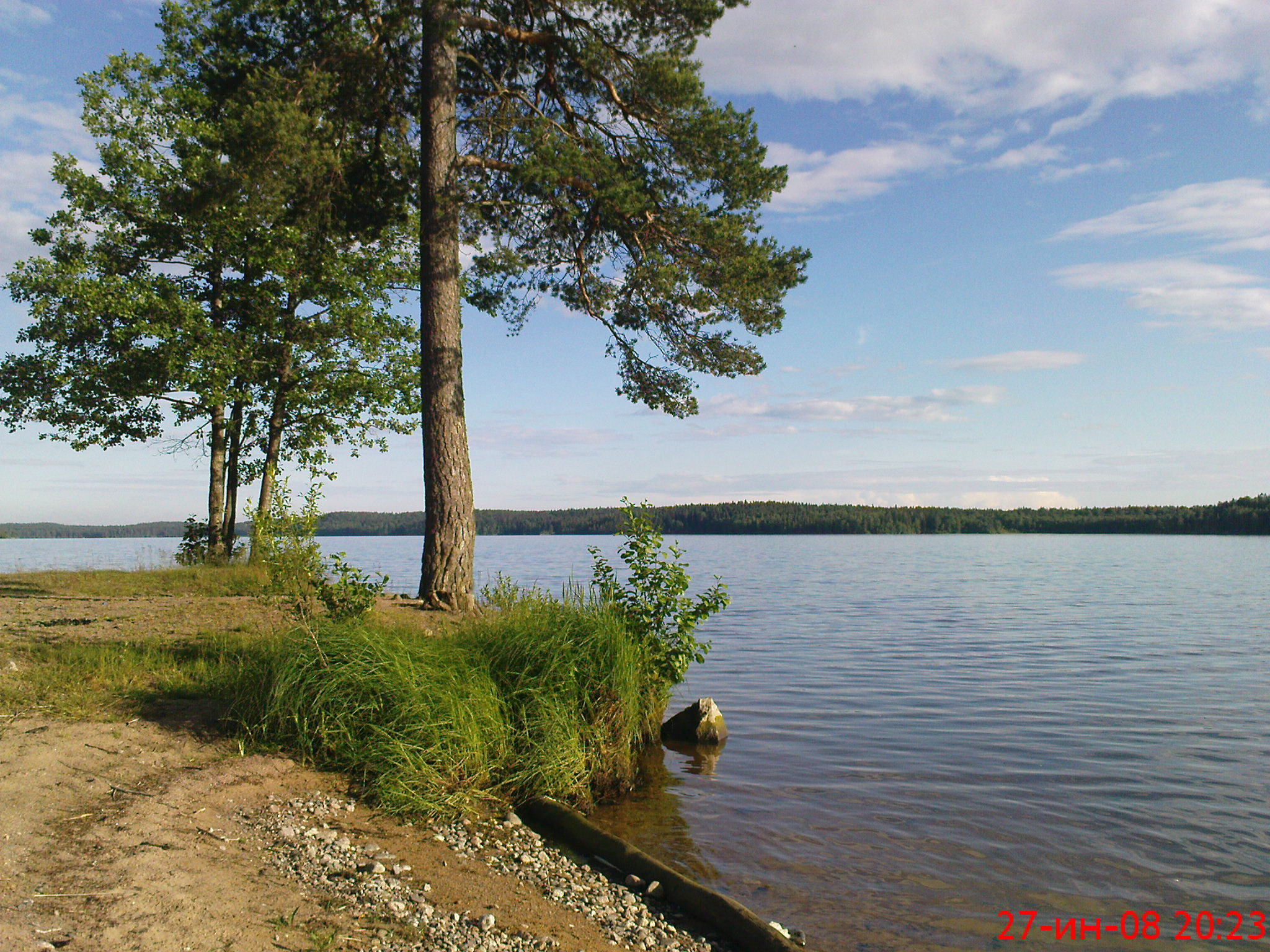

列索戈爾斯科耶湖（俄语：Лесогорское），是俄羅斯的湖泊，位於該國西北部，由列寧格勒州負責管轄，面積10平方公里，海拔高度37米，集水區面積206平方公里。